# Literatura oral

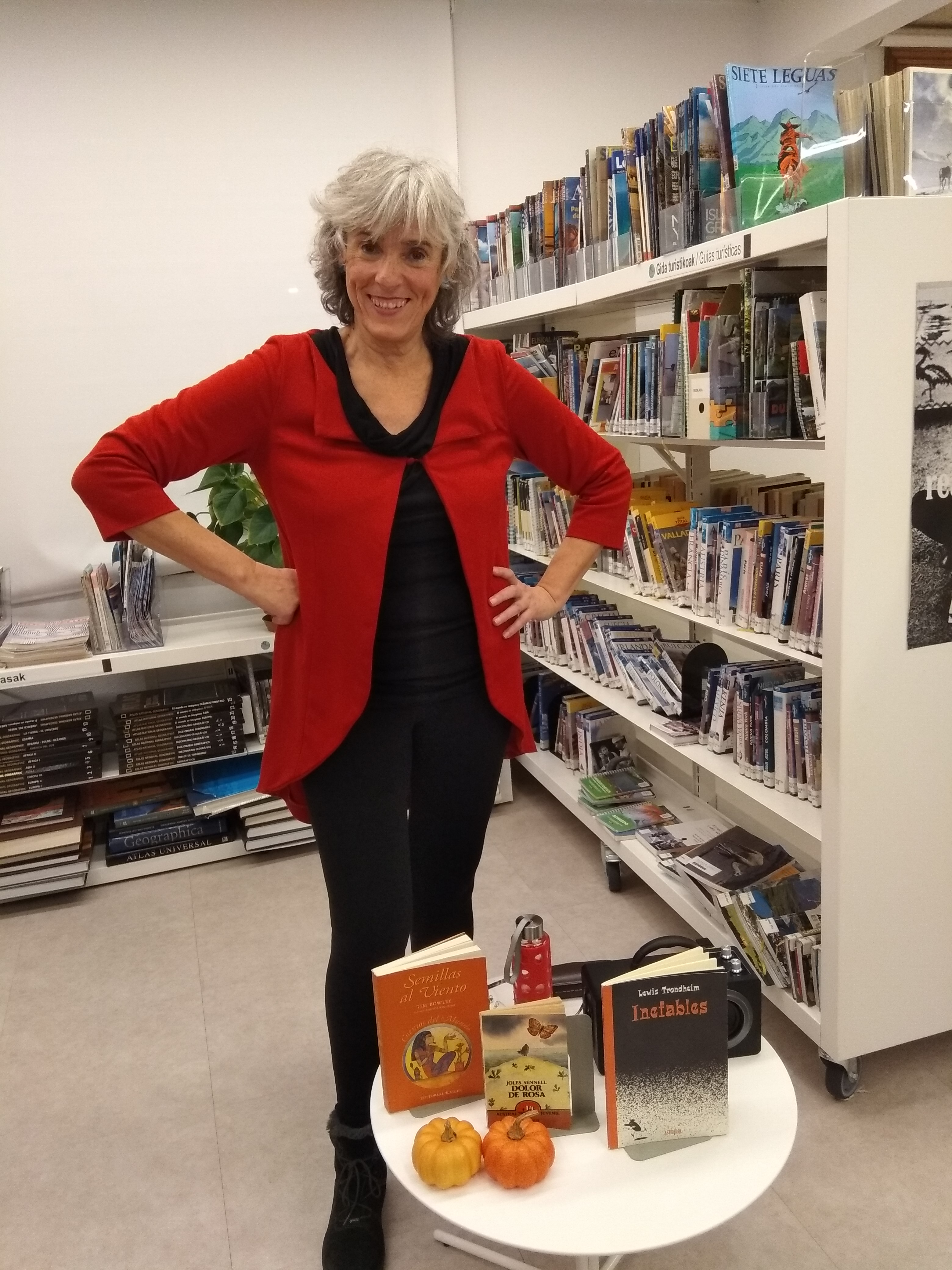
Imagen de una escritora

La literatura oral o literatura de tradición oral es el conjunto de muchos textos literarios que residen en la memoria y son transmitidos por medio de la voz dentro de una comunidad. Aun cuando las expresiones orales puedan venir de un texto anterior escrito o puedan tener una recopilación escrita posterior, su medio principal de transmisión es la voz.
La literatura oral es una categoría que se utiliza para agrupar manifestaciones artísticas como las leyendas, mitos, cuentos tradicionales, coplas, romances, adivinanzas, corridos y cualquier otra expresión verbal con carácter estético que sea transmitida usando la voz. Esta clasificación de literatura engloba a las expresiones escuchadas, contadas o cantadas sin la intervención de la escritura de por medio.
Los textos pertenecientes a esta literatura suelen reflejar la identidad, valores y cuestiones significantes para la comunidad de la que forma parte pues en caso contrario, no son acogidos y mucho menos repetidos y difundidos.
Puesto que la mayoría de las culturas tiene manifestaciones literarias orales, se puede hablar de que habrá tantas literaturas de tradición oral como culturas diferentes haya en el mundo. Incluso cuando algunos temas, personajes o motivos se repitan en varias comunidades, cada una tiene un repertorio de textos literarios orales propio que corresponde a ese grupo y espacio geográfico específico.

## Discusión sobre el término
La expresión Literatura Oral se dice que fue propuesta por primera vez por Paul Sébillot, quien la utilizó en una recopilación de relatos de la Alta Bretaña publicada en 1881 en la que compiló cuentos, leyendas, proverbios y otras clases de textos de esta naturaleza. Sin embargo, desde 1877, Gaston Paris, filólogo francés, había señalado la importancia de diferenciar los textos transmitidos por medio de la escritura de los que residen en la memoria y la voz, e introdujo el término ouï-dire.
Durante el siglo XX, la mayoría de los investigadores utilizaron el término literatura oral para referirse a los textos de carácter estético transmitidos oralmente pues resultaba útil al sentar en esta expresión los significados de cada una de sus partes: las características propias de lo que se conoce como literatura y la cualidad que la distinguía. Sin embargo, teóricos como Walter J. Ong en su libro Oralidad y escritura: tecnologías de la palabra, difieren del uso de literatura oral, pues señala que dentro de la palabra literatura, al ir a su origen etimológico, esta tiene la raíz «littera» que quiere decir «letra» y por lo tanto, resultaba una contradicción referirse a estos textos como parte de un conjunto de manifestaciones que están completamente ligadas a la escritura. Él propone, en cambio, la palabra oratura como sustituta en la que se hace presente directamente el medio de transmisión oral en la conformación de la palabra.
El concepto de oratura fue respaldado por varios expertos, quienes argumentaron que este término hacía visibles a los textos orales como una manifestación artística única y no como una categoría anexa a la literatura escrita. Además, esta teoría sostenía que no podía mantener la característica oral de estas creaciones verbales sólo como un adjetivo pues fue la oralidad la que precedió a la literatura, por lo cual la literatura oral habría sido anterior a la palabra escrita y por lo tanto, a la literatura. Se dijo también en favor de esta postura, que aplicar el término literatura oral a las producciones verbales estéticas de todas las comunidades era una manera de imponer conceptos hegemónicos de las tradiciones la europea o anglosajona a pueblos que en algunos casos no tenían escritura.
Ruth Finnegan, destacada teórica sobre la definición y los géneros de la poesía oral, defendió la postura de la literatura oral, aunque en algunos casos también se manifestó de forma positiva hacia el término oratura, pues afirmaba que no toda esta literatura no viene de sociedades ágrafas en las que la oralidad sea el medio dominante de transmisión de saberes y que muchas de las culturas tienen repertorios en los que se conjugan lo escrito y la palabra oral, sea porque circulan forma oral textos escritos, sea porque se hayan realizado recopilaciones escritas de textos orales.
En la actualidad sigue existiendo el debate en cuál es el término más adecuado. Del lado de la oratura, se dice que esta difiere de la literatura pues su repositorio no es el papel ni los libros, sino la memoria colectiva e individual de quienes la repiten, además de que vive en variantes ya que cada vez que se cuenta una leyenda o se canta un corrido,la repetición es única y las palabras y condiciones del acto son diferentes. También se argumenta que en la retórica de la oratura se destacan elementos como la repetición, el volumen y entonación de la voz, la redundancia y sobre todo se hace uso de los gestos y del movimiento del cuerpo y por lo tanto es una performance, que no ocurre en al acto de lectura e interacción con un libro.
Por el bando contrario, se señala que desligar a la literatura oral de la literatura haría que se perdiera la característica artística que se le ha asignado históricamente a esta última y lo que debe destacarse de la literatura no es la característica lírica o narrativa, sino el canal de transmisión.

### El concepto de artes verbales
En los últimos años ha surgido una corriente que aboga por utilizar el término artes verbales para designar a la parte de la cultura en la que se agrupan los cuentos tradicionales, leyendas, acertijos, proverbios, y cualquier otra manifestación de la palabra oral. También se ha utilizado como una expresión bajo la cual englobar a la literatura tanto oral como escrita pues no existen contradicciones conceptuales. De esta forma, lo que definiría a las artes verbales es un uso estético de la palabra que se diferenciaría de un uso práctico como las órdenes o el diálogo.

## Diferencia entre literatura oral, popular y tradicional
Literatura oral, literatura popular y literatura tradicional suelen ser términos que se utilizan como sinónimos o como conceptos reemplazables, sin embargo, cada una señala características particulares de un tipo de literatura. La literatura oral es aquella cuyo soporte es la memoria y su canal de transmisión es la voz. Por su parte, la literatura popular es aquella que fue creada o apropiada por el pueblo. Es decir, si una comunidad creó colectivamente un texto, este será de corte popular; de igual forma un poema o una canción de un autor muy famoso que una gran cantidad de personas conoce y repite. Esta definición ha causado problemas pues implica considerar qué significa pueblo y quiénes lo conforman, no obstante, sigue siendo la más aceptada.
Por su parte, la literatura tradicional es aquella literatura de la cual ya no se reconoce al autor y forma parte del repertorio común de una cultura y de una comunidad. Así, es posible que un texto que un inicio fue popular pues se reconocía a su autor, con el paso del tiempo, este texto comenzó a sufrir variaciones a causa de las diferentes repeticiones que se hacían de él y por lo tanto, en este proceso de adaptación, se perdió la conciencia de un autor individual. A este proceso se le conoce como tradicionalización.

## Géneros
Durante mucho tiempo, se utilizaron los parámetros de la literatura escrita para la clasificación de géneros de la literatura oral. Cuando se comenzaron los estudios cuyo objetivo era recoger y estudiar las manifestaciones literarias orales de los pueblos, se establecieron categorías genéricas con base en el contenido de los textos y muchas veces se trataron de adecuar los discursos orales a las etiquetas de la tradición oral lo que dejaba fuera cualquier consideración sobre el contexto de producción en el que sucedían. Posteriormente, la clasificación se hizo basada en la forma y la estructura de los discursos orales, no obstante seguía haciendo falta una categorización que considerara de forma más amplia las particularidades de las ejecuciones de la literatura oral. Finalmente, en la actualidad se busca establecer los géneros a partir no sólo del contenido y forma lingüística, sino también a su contexto de producción y a los gestos y expresiones corporales utilizados en su ejecución. De esta manera se han logrado señalar géneros extensos como la leyenda, el mito o la canción y géneros específicos que dependerán de la comunidad específica en la que se encuentren.

### Narrativa

#### Leyenda
Para más información, véase Leyenda.

#### Mito
Para más información, véase Mito.

#### Cuento tradicional
Para más información, véase Cuento tradicional.

### Lírica

#### Romance
Para más información, véase Romance.

#### Corrido
Para más información, véase Corrido.

### Teatro

#### Pastorela
Para más información, véase Pastorela.